# Gaylussacia loxensis
Gaylussacia loxensis är en ljungväxtart som beskrevs av Herman Otto Sleumer. Gaylussacia loxensis ingår i släktet Gaylussacia och familjen ljungväxter. Inga underarter finns listade i Catalogue of Life.